# Urartu Fowtbolayin Akowmb
L'Urartu Fowtbolayin Akowmb (in armeno Ուրարտու Ֆուտբոլային Ակումբ?; in russo Футбольный клуб «Урарту»?, Futbol'nyj Klub Urartu) è una società calcistica armena con sede nella capitale Erevan.
Fondata nel 1992, gioca nella massima serie armena, che ha vinto per due volte.

## Storia
La squadra venne fondata nel 1992 nella città di Abovyan col nome di Banants e partecipò alla massima serie del campionato armeno, conquistando anche una Coppa d'Armenia nel 1992 (successo poi replicato nel 2007). Poiché inizialmente rappresentava la squadra di punta della Provincia di Kotayk', la squadra era anche conosciuta come Banants Kotayk'.
Nel 1995 la squadra si trasferì nella capitale Erevan.
L'11 maggio 2014 vince il primo campionato della sua storia.

### La fusione con Spartak Yerevan
Nel 2003 avviene una fusione; il Banants sigla infatti tale accordo con lo Spartak Erevan (nome dato alla squadra Araks Ararat dopo lo spostamento nella capitale nell'anno 2001), società anch'essa di proprietà di Sargis Israelyan e che negli ultimi mesi del 2002 ebbe anche l'occasione di giocare un turno preliminare di Coppa UEFA. Il nome è rimasto immutato in seguito a tale criterio: si sarebbe adottato il nome della squadra meglio classificata nel campionato 2002. Per un punto (50 contro 49), ad avere la meglio è stato appunto il Banants. Dopo la fusione, i migliori calciatori dello Spartak sono stati inseriti nella rosa del Banants e la squadra dello Spartak è diventata una sorta di settore giovanile, cambiando in breve tempo il nome in Banants-2.
La fusione ha dato nuovo slancio al Banants, che inizia a stazionare costantemente nelle posizioni di alta classifica, pur tuttavia non riuscendo ad insidiare il dominio del Pyunik, in quanto a titoli vinti la principale squadra della capitale.
Il 1º agosto 2019, la società cambia nome in Urartu.

## Palmarès

### Competizioni nazionali
- Campionato armeno: 2

2013-2014, 2022-2023
- Coppa d'Armenia: 4

1992, 2007, 2015-2016, 2022-2023
- Supercoppa d'Armenia: 1

2014

## Organico

### Rosa 2021-2022
| N. |                         | Ruolo | Calciatore          |
| -- | ----------------------- | ----- | ------------------- |
| 2  | Ghana (bandiera)        | D     | Nana Antwi          |
| 4  | Armenia (bandiera)      | D     | Armen Manowčaryan   |
| 5  | Armenia (bandiera)      | C     | Hakob Hakobyan      |
| 6  | RD del Congo (bandiera) | C     | Peter Zilu Mutumosi |
| 8  | Armenia (bandiera)      | C     | Ugochukwu Iwu       |
| 9  | Armenia (bandiera)      | C     | Narek Aghasaryan    |
| 10 | Armenia (bandiera)      | C     | Karen Melk'ownyan   |
| 12 | Haiti (bandiera)        | A     | Jonel Désiré        |
| 14 | Russia (bandiera)       | D     | Pёtr Ten            |
| 15 | Ghana (bandiera)        | D     | Annan Mensah        |
| 17 | Armenia (bandiera)      | C     | Tigran Ayunts       |
| 18 | Ruanda (bandiera)       | D     | Salomon Nirisarike  |
| 19 | Armenia (bandiera)      | C     | Sergey Mkrtchyan    |
| 20 | Armenia (bandiera)      | C     | Gor Lulukyan        |

| N. |                    | Ruolo | Calciatore        |
| -- | ------------------ | ----- | ----------------- |
| 21 | Armenia (bandiera) | A     | Narek Grigoryan   |
| 22 | Armenia (bandiera) | A     | Artur Miranyan    |
| 23 | Belgio (bandiera)  | A     | Livio Milts       |
| 24 | Armenia (bandiera) | P     | Arsen Beglaryan   |
| 25 | Armenia (bandiera) | D     | Edgar Grigoryan   |
| 28 | Armenia (bandiera) | C     | Robert Baghramyan |
| 33 | Brasile (bandiera) | C     | Vitinho           |
| 36 | Armenia (bandiera) | D     | Khariton Ayvazyan |
| 55 | Armenia (bandiera) | A     | Samvel Hakobyan   |
| 67 | Ucraina (bandiera) | D     | Vadym Paramonov   |
| 77 | Armenia (bandiera) | D     | Erik Simonyan     |
| 90 | Russia (bandiera)  | C     | Oleg Polyakov     |
| 95 | Armenia (bandiera) | D     | Vardan Arzoyan    |
| 96 | Armenia (bandiera) | P     | Anatoly Ayvazov   |

### Rosa 2019-2020
| N. |                         | Ruolo | Calciatore        |
| -- | ----------------------- | ----- | ----------------- |
| 1  | Armenia (bandiera)      | P     | Anatoliy Ayvazov  |
| 5  | Armenia (bandiera)      | C     | Hakob Hakobyan    |
| 6  | RD del Congo (bandiera) | D     | Guy Magema        |
| 7  | Armenia (bandiera)      | C     | Aram Bareġamyan   |
| 8  | Croazia (bandiera)      | C     | Jurica Grgec      |
| 9  | Russia (bandiera)       | A     | Evgenij Kobzar'   |
| 10 | Armenia (bandiera)      | A     | Karen Melkonyan   |
| 11 | Armenia (bandiera)      | C     | Artak Dašyan      |
| 13 | Ghana (bandiera)        | D     | Edward Kpodo      |
| 16 | Senegal (bandiera)      | C     | Pape Abdou Camara |
| 18 | Venezuela (bandiera)    | A     | Juan Azócar       |

| N. |                         | Ruolo | Calciatore         |
| -- | ----------------------- | ----- | ------------------ |
| 19 | RD del Congo (bandiera) | C     | Peter Mutumosi     |
| 20 | Serbia (bandiera)       | C     | Igor Stanojević    |
| 22 | Russia (bandiera)       | P     | Grigori Matevosyan |
| 23 | Armenia (bandiera)      | D     | Narek Petrosyan    |
| 25 | Venezuela (bandiera)    | D     | Rubén Ramírez      |
| 90 | Ucraina (bandiera)      | A     | Jevhen Budnik      |
| 91 | Croazia (bandiera)      | C     | Marko Brtan        |
| 93 | Russia (bandiera)       | A     | Semyon Sinyavsky   |
| 99 | Armenia (bandiera)      | D     | Robert Darbinyan   |
|    | Russia (bandiera)       | D     | Evgenij Osipov     |
|    | Armenia (bandiera)      | P     | Arsen Beglaryan    |

## Coppe Europee

### Spartak Yerevan
| Stagione | Torneo     | Turno         | Nazione             | Avversario  | Andata | Ritorno | Totale |
| -------- | ---------- | ------------- | ------------------- | ----------- | ------ | ------- | ------ |
| 2002-03  | Coppa UEFA | Turno qualif. | Svizzera (bandiera) | FC Servette | 0-2    | 0-3     | 0-5    |

### Banants Yerevan
| Stagione | Torneo             | Turno          | Nazione                         | Avversario            | Andata | Ritorno | Totale |
| -------- | ------------------ | -------------- | ------------------------------- | --------------------- | ------ | ------- | ------ |
| 2003-04  | Coppa UEFA         | Turno qualif.  | Israele (bandiera)              | Hapoel Tel Aviv       | 1-1    | 1-2     | 2-3    |
| 2004-05  | Coppa UEFA         | 1° preliminare | Ucraina (bandiera)              | Illyčivec' Mariupol'  | 0-2    | 0-2     | 0-4    |
| 2005-06  | Coppa UEFA         | 1° preliminare | Georgia (bandiera)              | Lok'omot'ivi Tbilisi  | 2-3    | 2-0     | 4-3    |
|          |                    | 2° preliminare | Ucraina (bandiera)              | Dnipro Dnipropetrovsk | 2-4    | 0-4     | 2-8    |
| 2006-07  | Coppa UEFA         | 1° preliminare | Georgia (bandiera)              | Ameri Tbilisi         | 1-0    | 1-2     | 2-2    |
| 2007-08  | Coppa UEFA         | 1° preliminare | Svizzera (bandiera)             | BSC Young Boys        | 1-1    | 0-4     | 1-5    |
| 2008-09  | Coppa UEFA         | 1° preliminare | Austria (bandiera)              | Red Bull Salzburg     | 0-7    | 0-3     | 0-10   |
| 2009-10  | UEFA Europa League | 1° preliminare | Bosnia ed Erzegovina (bandiera) | NK Široki Brijeg      | 0-2    | 1-0     | 1-2    |

In grassetto le gare casalinghe.